# P mondatok
P mondat, más néven óvintézkedésre vonatkozó mondat: egy veszélyes anyag vagy keverék használatából vagy ártalmatlanításából eredő expozíció káros hatásainak a lehető legkisebbre csökkentése vagy megelőzése céljából javasolt intézkedés(eke)t leíró mondat;

## Háttér
Az anyagok és keverékek osztályozásáról, címkézéséről és csomagolásáról szóló 1272/2008/EK európai parlamenti és tanácsi rendelet (továbbiakban: CLP rendelet, mely a világszintű Globálisan Harmonizált Rendszer európai adaptációja, új figyelmeztető és óvintézkedésre vonatkozó mondatokat határozott meg.

## Bevezetésének célja
A változtatás célja, hogy világszintű piktogram- és mondatrendszert hozzanak létre, megkönnyítve ezzel az export-import tevékenységet, és elősegítve ezzel az egységes és gyors veszélykommunikációt.
Mivel a CLP jogszabály rendelet, ezért Magyarországon a hatályba lépését követően közvetlenül alkalmazandó. Előírásai alapján 2010. december 1. óta az anyagok (egy összetevős termék) címkéit a korábbi S mondatok helyett ezekkel a mondatokkal kell ellátni (CLP rendelet 22. cikk).

## P mondatok listája
A címkéken használható P mondatok a következőek:
| P101               | Orvosi tanácsadás esetén tartsa kéznél a termék edényét vagy címkéjét. |
| P102               | Gyermekektől elzárva tartandó. |
| P103               | Használat előtt olvassa el a címkén közölt információkat. |
| P201               | Használat előtt ismerje meg az anyagra vonatkozó különleges utasításokat.                                                                                                 |
| P202               | Ne használja addig, amíg az összes biztonsági óvintézkedést el nem olvasta és meg nem értette.                                                                            |
| P210               | Hőtől/szikrától/nyílt lángtól/…/forró felületektől távol tartandó. Tilos a dohányzás.                                                                                     |
| P211               | Tilos nyílt lángra vagy más gyújtóforrásra permetezni. |
| P220               | Ruhától/…/éghető anyagtól távol tartandó/tárolandó. |
| P221               | Minden óvintézkedést meg kell tenni, hogy ne keveredjen éghető anyagokkal.                                                                                                |
| P222               | Nem érintkezhet levegővel. |
| P223               | Vízzel semmilyen formában nem érintkezhet, ellenkező esetben heves reakció és belobbanás fordulhat elő.                                                                   |
| P230               | …-val/-vel nedvesítve tartandó. |
| P231               | Inert gázban használandó. |
| P232               | Nedvességtől védendő. |
| P233               | Az edény szorosan lezárva tartandó. |
| P234               | Az eredeti edényben tartandó. |
| P235               | Hűvös helyen tartandó. |
| P240               | A tárolóedényt és a fogadóedényt le kell földelni/át kell kötni. |
| P241               | Robbanásbiztos elektromos/szellőztető/világító/…/berendezés használandó.                                                                                                  |
| P242               | Szikramentes eszközök használandók. |
| P243               | Az elektrosztatikus kisülés megakadályozására óvintézkedéseket kell tenni.                                                                                                |
| P244               | A nyomáscsökkentő szelepeket zsírtól és olajtól mentesen kell tartani. |
| P250               | Tilos csiszolásnak/ütésnek/…/súrlódásnak kitenni. |
| P251               | Nyomás alatti edény: ne lyukassza ki vagy égesse el, még használat után sem.                                                                                              |
| P260               | A por/füst/gáz/köd/gőzök/permet belélegzése tilos. |
| P261               | Kerülje a por/füst/gáz/köd/gőzök/permet belélegzését. |
| P262               | Szembe, bőrre vagy ruhára nem kerülhet. |
| P263               | A terhesség/szoptatás alatt kerülni kell az anyaggal való érintkezést. |
| P264               | A használatot követően a(z) … -t alaposan meg kell mosni. |
| P270               | A termék használata közben tilos enni, inni vagy dohányozni. |
| P271               | Kizárólag szabadban vagy jól szellőző helyiségben használható. |
| P272               | Szennyezett munkaruhát tilos kivinni a munkahely területéről. |
| P273               | Kerülni kell az anyagnak a környezetbe való kijutását. |
| P280               | Védőkesztyű/védőruha/szemvédő/arcvédő használata kötelező. |
| P281               | Az előírt egyéni védőfelszerelés használata kötelező. |
| P282               | Hidegszigetelő kesztyű/arcvédő/szemvédő használata kötelező. |
| P283               | Tűz-/lángálló/-késleltető ruházat viselése kötelező. |
| P284               | Légzésvédelem használata kötelező. |
| P285               | Nem megfelelő szellőzés esetén légzésvédelem kötelező. |
| P231 + P232        | Inert gázban használandó. Nedvességtől védendő. |
| P235 + P410        | Hűvös helyen tartandó. Napfénytől védendő. |
| P301               | LENYELÉS ESETÉN: |
| P302               | HA BŐRRE KERÜL: |
| P303               | HA BŐRRE (vagy hajra) KERÜL: |
| P304               | BELÉLEGZÉS ESETÉN: |
| P305               | SZEMBE KERÜLÉS ESETÉN: |
| P306               | HA RUHÁRA KERÜL: |
| P307               | Expozíció esetén: |
| P308               | Expozíció vagy annak gyanúja esetén: |
| P309               | Expozíció vagy rosszullét esetén: |
| P310               | Azonnal forduljon TOXIKOLÓGIAI KÖZPONTHOZ vagy orvoshoz. |
| P311               | Forduljon TOXIKOLÓGIAI KÖZPONTHOZ vagy orvoshoz. |
| P312               | Rosszullét esetén forduljon TOXIKOLÓGIAI KÖZPONTHOZ vagy orvoshoz. |
| P313               | Orvosi ellátást kell kérni. |
| P314               | Rosszullét esetén orvosi ellátást kell kérni. |
| P315               | Azonnal orvosi ellátást kell kérni. |
| P320               | Sürgős szakellátás szükséges (lásd … a címkén). |
| P321               | Szakellátás (lásd … a címkén). |
| P322               | Különleges intézkedések (lásd … a címkén). |
| P330               | A szájat ki kell öblíteni. |
| P331               | TILOS hánytatni. |
| P332               | Bőrirritáció esetén: |
| P333               | Bőrirritáció vagy kiütések megjelenése esetén: |
| P334               | Hideg vízzel/nedves kötéssel kell hűteni. |
| P335               | A bőrre lazán tapadó szemcséket óvatosan le kell kefélni. |
| P336               | A fagyott részeket langyos vízzel fel kell melegíteni. Tilos az érintett terület dörzsölése.                                                                              |
| P337               | Ha a szemirritáció nem múlik el: |
| P338               | Adott esetben kontaktlencsék eltávolítása, ha könnyen megoldható. Az öblítés folytatása.                                                                                  |
| P340               | Az érintett személyt friss levegőre kell vinni, és olyan nyugalmi testhelyzetbe kell helyezni, hogy könnyen tudjon lélegezni.                                             |
| P341               | Légzési nehézségek esetén az érintett személyt friss levegőre kell vinni és olyan nyugalmi testhelyzetbe kell helyezni, hogy könnyen tudjon lélegezni.                    |
| P342               | Légzési problémák esetén: |
| P350               | Óvatos lemosás bő szappanos vízzel. |
| P351               | Óvatos öblítés vízzel több percen keresztül. |
| P352               | Lemosás bő szappanos vízzel. |
| P353               | A bőrt le kell öblíteni vízzel/zuhanyozás. |
| P360               | A ruhák levetése előtt a szennyezett ruházatot és a bőrt bő vízzel azonnal le kell öblíteni.                                                                              |
| P361               | Az összes szennyezett ruhadarabot azonnal el kell távolítani/le kell vetni.                                                                                               |
| P362               | A szennyezett ruhát le kell vetni és az újbóli használat előtt ki kell mosni.                                                                                             |
| P363               | A szennyezett ruhát újbóli használat előtt ki kell mosni. |
| P370               | Tűz esetén: |
| P371               | Nagyobb tűz és nagy mennyiség esetén: |
| P372               | Tűz esetén robbanásveszély. |
| P373               | TILOS a tűz oltása, ha az robbanóanyagra átterjedt. |
| P374               | Tűzoltás megfelelő távolságból a szokásos óvintézkedések betartásával. |
| P375               | A tűz oltását robbanásveszély miatt távolból kell végezni. |
| P376               | Meg kell szüntetni a szivárgást, ha ez biztonságosan megtehető. |
| P377               | Égő szivárgó gáz: Csak akkor szabad a tüzet oltani, ha a szivárgás biztonságosan megszüntethető.                                                                          |
| P378               | Az oltáshoz … használandó. |
| P380               | A területet ki kell üríteni. |
| P381               | Meg kell szüntetni az összes gyújtóforrást, ha ez biztonságosan megtehető.                                                                                                |
| P390               | A kiömlött anyagot fel kell itatni a körülvevő anyagok károsodásának megelőzése érdekében.                                                                                |
| P391               | A kiömlött anyagot össze kell gyűjteni. |
| P301 + P310        | LENYELÉS ESETÉN: azonnal forduljon TOXIKOLÓGIAI KÖZPONTHOZ vagy orvoshoz.                                                                                                 |
| P301 + P312        | LENYELÉS ESETÉN: rosszullét esetén azonnal forduljon TOXIKOLÓGIAI KÖZPONTHOZ vagy orvoshoz.                                                                               |
| P301 + P330 + P331 | LENYELÉS ESETÉN: a szájat ki kell öblíteni. TILOS hánytatni. |
| P302 + P334        | HA BŐRRE KERÜL: Hideg vízzel/nedves kötéssel kell hűteni. |
| P302 + P350        | HA BŐRRE KERÜL: Óvatos lemosás bő szappanos vízzel. |
| P302 + P352        | HA BŐRRE KERÜL: Lemosás bő szappanos vízzel. |
| P303 + P361 + P353 | HA BŐRRE (vagy hajra) KERÜL: Az összes szennyezett ruhadarabot azonnal el kell távolítani/le kell vetni. A bőrt le kell öblíteni vízzel/zuhanyozás.                       |
| P304 + P340        | BELÉLEGZÉS ESETÉN: Az érintett személyt friss levegőre kell vinni és olyan nyugalmi testhelyzetbe kell helyezni, hogy könnyen tudjon lélegezni.                           |
| P304 + P341        | BELÉLEGZÉS ESETÉN: Légzési nehézségek esetén az érintett személyt friss levegőre kell vinni és olyan nyugalmi testhelyzetbe kell helyezni, hogy könnyen tudjon lélegezni. |
| P305 + P351 + P338 | SZEMBE KERÜLÉS esetén: Több percig tartó óvatos öblítés vízzel. Adott esetben a kontaktlencsék eltávolítása, ha könnyen megoldható. Az öblítés folytatása.                |
| P306 + P360        | HA RUHÁRA KERÜL: A ruhák levetése előtt a szennyezett ruházatot és a bőrt bő vízzel azonnal le kell öblíteni.                                                             |
| P307 + P311        | Expozíció esetén: forduljon TOXIKOLÓGIAI KÖZPONTHOZ vagy orvoshoz. |
| P308 + P313        | Expozíció vagy annak gyanúja esetén: orvosi ellátást kell kérni. |
| P309 + P311        | Expozíció vagy rosszullét esetén: forduljon TOXIKOLÓGIAI KÖZPONTHOZ vagy orvoshoz.                                                                                        |
| P332 + P313        | Bőrirritáció esetén: orvosi ellátást kell kérni. |
| P333 + P313        | Bőrirritáció vagy kiütések megjelenése esetén: orvosi ellátást kell kérni.                                                                                                |
| P335 + P334        | A bőrre tapadó szemcséket óvatosan le kell kefélni. Hideg vízzel/nedves kötéssel kell hűteni.                                                                             |
| P337 + P313        | Ha a szemirritáció nem múlik el: orvosi ellátást kell kérni. |
| P342 + P311        | Légzési problémák esetén: forduljon TOXIKOLÓGIAI KÖZPONTHOZ vagy orvoshoz.                                                                                                |
| P370 + P376        | Tűz esetén: Meg kell szüntetni a szivárgást, ha ez biztonságosan megtehető.                                                                                               |
| P370 + P378        | Tűz esetén: az oltáshoz …használandó. |
| P370 + P380        | Tűz esetén: Ki kell üríteni a területet. |
| P370 + P380 + P375 | Tűz esetén: Ki kell üríteni a területet. A tűz oltását robbanásveszély miatt távolból kell végezni.                                                                       |
| P371 + P380 + P375 | Nagyobb tűz és nagy mennyiség esetén: Ki kell üríteni a területet. A tűz oltását robbanásveszély miatt távolból kell végezni.                                             |
| P401               | Tárolás: … . |
| P402               | Száraz helyen tárolandó. |
| P403               | Jól szellőző helyen tárolandó. |
| P404               | Zárt edényben tárolandó. |
| P405               | Elzárva tárolandó. |
| P406               | Saválló/saválló bélésű … edényben tárolandó. |
| P407               | A rakatok/raklapok között térközt kell hagyni. |
| P410               | Napfénytől védendő. |
| P411               | A tárolási hőmérséklet legfeljebb … oC/…oF lehet. |
| P412               | Nem érheti 50 oC/122oF hőmérsékletet meghaladó hő. |
| P413               | A … kg/… lb tömeget meghaladó ömlesztett anyag tárolási hőmérséklete legfeljebb … oC/…oF lehet.                                                                           |
| P420               | Más anyagoktól távol tárolandó. |
| P422               | Tartalma … -ban/-ben tárolandó. |
| P402 + P404        | Száraz helyen tárolandó. Zárt edényben tárolandó. |
| P403 + P233        | Jól szellőző helyen tárolandó. Az edény szorosan lezárva tartandó. |
| P403 + P235        | Jól szellőző helyen tárolandó. Hűvös helyen tartandó. |
| P410 + P403        | Napfénytől védendő. Jól szellőző helyen tárolandó. |
| P410 + P412        | Napfénytől védendő. Nem érheti 50 oC/122oF hőmérsékletet meghaladó hő. |
| P411 + P235        | A tárolási hőmérséklet legfeljebb … oC/…oF lehet. Hűvös helyen tartandó.                                                                                                  |
| P501               | A tartalom/edény elhelyezése hulladékként: … |